# الإسلام في نيكاراغوا
الإسلام في نيكاراغوا وفقا لإحصائيات عام 2007 الصادرة عن وزارة الخارجية الأمريكية بشأن الإسلام في نيكاراغوا هناك ما يقرب من 1,200 إلى 1,500 مسلم ومعظمهم من السنة الذين هم إما أجانب مقيمين أو مواطنين متجنسين من فلسطين وليبيا وإيران أو مواطنين نيكاراغوا الطبيعيين، ويمثل المركز الثقافي الإسلامي في ماناغوا مركزاً للمسلمين في المدينة ومكاناً لأداء الصلوات الخمس فيها، مع ما يقرب من 320 رجلا ينتضمون فيه على أساس دوري، في حين يقوم المسلمين من مدن غرناطة وماسايا وليون وشينانديغا للسفر إلى مركز ماناغوا لأداء صلاة الجمعة، حيث أن مدن غرناطة ومسايا وليون لديها مراكز أصغر للصلاة في منازل المسلمين المحليين، وفي مايو من عام 2007 تم رفض زعيم سني الصلاة في مركز ماناغوا وذلك بسبب زيادة في النفوذ الإيراني في المجتمع الإسلامي، وكان من المقرر أن يحل محله زعيم ديني شيعي بحلول نهاية الفترة المشمولة بالتقرير مايو 2007 لم يتم التعرف على زعيم الشيعة.

## هجرة المسلمين الأولى
حدثت هجرة المسلمين الأولى بأعداد كبيرة في نيكاراغوا في أواخر القرن التاسع عشر الميلادي، وكانت غالبية المسلمين العرب من الفلسطينيين، الهجرة تشكل واحدة من أكبر موجات الهجرة إلى أمريكا الوسطى على الرغم من أن العدد الدقيق للفلسطينيين غير متوفر، هذه الموجة الأولى من المهاجرين خسرت بسرعة الجذور الإسلامية من خلال المخالطة مع السكان المحليين وغالبا من خلال تبني التراث المسيحي بسبب التزازج وضغط الحكومة، في نقاط أخرى خلال الفترة من 1890 إلى 1940 بدأت نيكاراغوا والعديد من بلدان أمريكا اللاتينية الأخرى تأسيس قوانين ومراسيم قيدت دخول العرب إلى بلدانها، وبالفعل حدت هذه القوانين من هجرات العرب وقلصت من التوسع في أنشطتهم التجارية، يقول غوزمان:
| الإسلام في نيكاراغوا | أنه من الممكن أن الهجرة بدأت من نهاية القرن التاسع عشر حتى عام 1917 عندما دخلت الإمبراطورية العثمانية في التراجع والانهيار خلال الحرب العالمية الأولى حيث وصلت 40 عائلة فلسطينية في نيكاراغوا | الإسلام في نيكاراغوا |

## هجرات منتصف القرن العشرين
وكانت المجموعة الثانية من المهاجرين مع بدايات عام 1960 وكانت هذه المجموعة أفضل تعليما من المجموعة الأولى، ولكن لم تكن أكثر توجها نحو الإسلام من المجموعة الأولى، وقد تأثرت هذه المجموعة من قبل اثنين من الأحداث الكبرى في نيكاراغوا وهما: زلزال نيكاراغوا عام 1972 والثورة في نيكاراغوا 1979، في ذلك الوقت الكثير من الفلسطينيين هاجروا إلى أمريكا الشمالية أو عاد إلى فلسطين، وهناك مجموعة منهم بقيت في نيكاراغوا وعانت كثيرا مادفع عائلاتهم إلى الاندماج والاقتراب أكثر من المسيحية.
وكانت أحدث وأصغر مجموعة من المهاجرين في عام 1990 وفي وقت مبكر منه، وكان كثير من هؤلاء المهاجرين هم عائدين إلى نيكاراغوا والذين أصبحوا أكثر وعيا بالتراث الإسلامي بسبب اكتشافهم واختلاطهم بالإسلام في أمريكا الشمالية أو في فلسطين، كما يمتلك هؤلاء المهاجرين على هوية إسلامية أقوى من الجماعات السابقة مما أتاح لهم إمكانية توفير صحوة الإسلامية من قبل المجتمع.
وبحلول عام 2000 كانت التقديرات تشير إلى أن هناك 500 أسرة من عرب فلسطين وأحفاد الفلسطينية في نيكاراغوا، وكان الفلسطينيون الذين وصلوا إلى نيكاراغوا معظمهم من المسيحيين وعدد قليل منهم من المسلمين، ومعظم جاء من القرى الريفية القريبة من رام الله والقدس وبيت جالا وبيت لحم، ومجموع السكان الفلسطينيين في نيكاراغوا تصنف باعتبارها أكبر مجتمع عربي في أمريكا الوسطى.

## التطورات الاحقة
وفقا لفهمي حسن رئيس الرابطة النيكاراغوية الثقافية الإسلامية فانه يتكون السكان المسلمين أساسا من العرب الذين هاجروا من الأراضي الفلسطينية ومن لبنان، بالإضافة إلى عدد متزايد من المتحولين من السكان الأصليين إلى الإسلام، وفي عام 1999 شيد المسجد الأول في البلاد على قطعة أرض مساحتها ثلاثة آلاف متر في منطقة سان خوان (سيوداد جاردين) والذي يتسع لحوالي ألف شخص، ويوفر المسجد الدورات التمهيدية على العقيدة الإسلامية وكذلك مكانا لأداء صلاة الجماعة وأداء صلاة الجمعة والقيام بأنشطة شهر رمضان المبارك.
وعلى الرغم من أن الجالية المسلمة جالية صغيرة تفتقر إلى الموارد المالية في البداية فقد كانوا يتلقون المساعدة والتبرعات من وفد بنما المسلمين، إلى جانب مكتب الليتورجي الذي لديه مكتبة وقاعة للصلاة ومكاتب إدارية ومنطقة للأطفال ومدرسة، وتقدم ندوات دينية لكل من الرجال والنساء ويتم توزيع كتيبات باللغة الإسبانية أيضا.